# Parrocchie dell'arcidiocesi di Modena-Nonantola

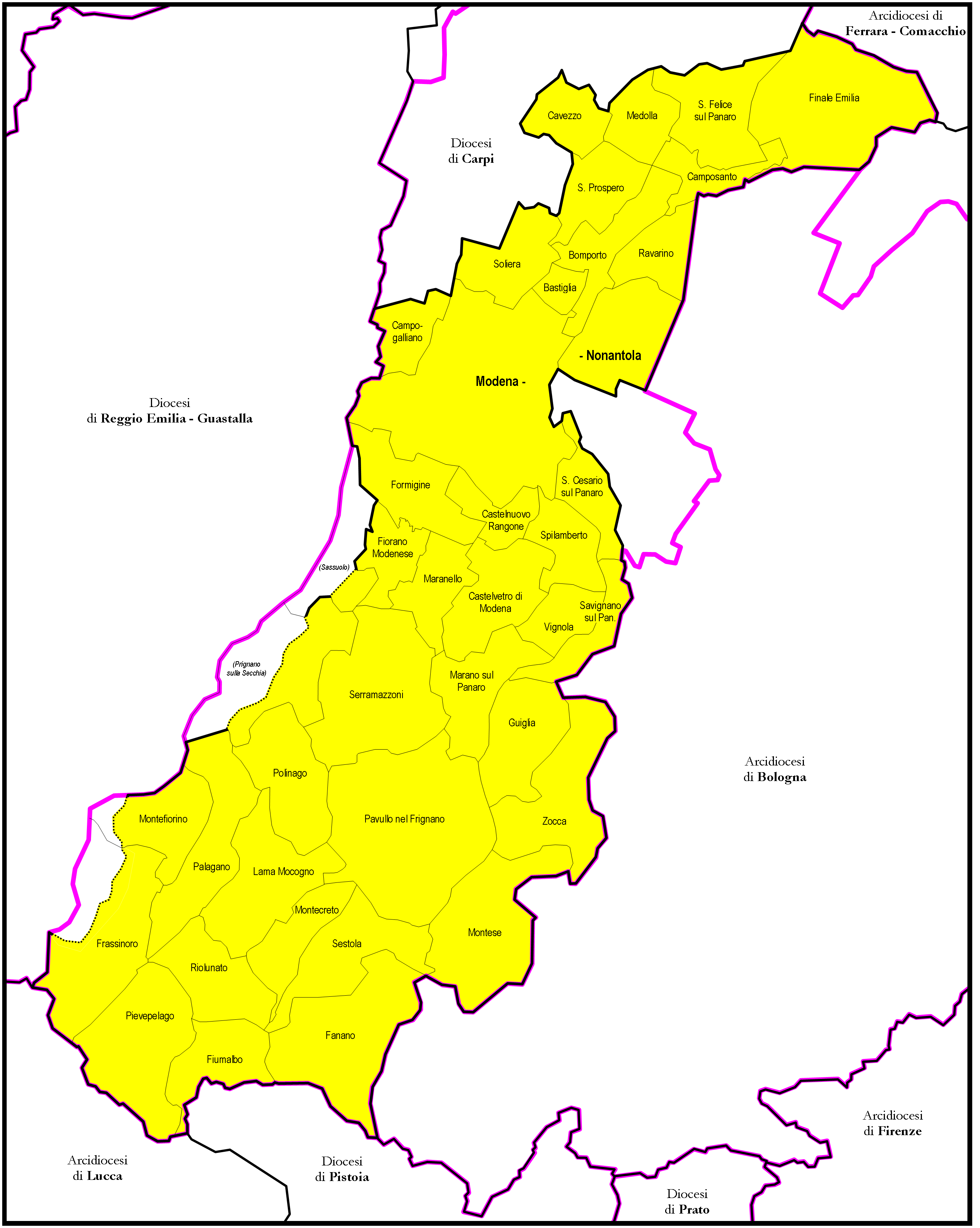
Il territorio dell'arcidiocesi

Le parrocchie comprese nell'arcidiocesi di Modena-Nonantola sono 241, al 31 maggio 2019. Un processo di riorganizzazione è in corso nel 2019. 

## Vicariati
L'arcidiocesi di Modena-Nonantola è organizzata in 13 vicariati.

### Vicariato di Modena-centro storico
| Parrocchia                  | Patrono                                      | Comune | Frazione/Quartiere | Web |
| --------------------------- | -------------------------------------------- | ------ | ------------------ | --- |
| San Francesco - San Pietro  | San Francesco d'Assisi - San Pietro Apostolo | Modena | centro             |     |
| Sant'Agostino - San Barnaba | Sant'Agostino - San Barnaba                  | Modena | centro             |     |
| Sant'Antonio di Padova      | Sant'Antonio di Padova                       | Modena | centro             |     |
| San Biagio - San Giuseppe   | San Biagio - San Giuseppe                    | Modena | centro             |     |

### Vicariato di Crocetta-San Lazzaro
| Parrocchia   | Patrono                            | Comune | Frazione/Quartiere        | Web |
| ------------ | ---------------------------------- | ------ | ------------------------- | --- |
| Albareto     | Santi Nazario e Celso              | Modena | Albareto                  |     |
| Crocetta     | Santissimo Crocifisso              | Modena | Crocetta                  |     |
| Regina Pacis | Regina Pacis                       | Modena | Fossalta                  |     |
| Sacca        | Sacro Cuore di Gesù                | Modena | Sacca                     |     |
| San Pio X    | San Pio X                          | Modena | est                       |     |
| San Matteo   | San Matteo apostolo ed evangelista | Modena | San Matteo e Ca' Gazzotti |     |
| San Lazzaro  | San Lazzaro                        | Modena | San Lazzaro               |     |
| San Giovanni | San Giovanni Evangelista           | Modena | Stazione-Crocetta         |     |
| Torrazzi     | Sant'Anna                          | Modena | Torrazzi                  |     |

### Vicariato di Sant'Agnese
| Parrocchia         | Patrono                                    | Comune | Frazione/Quartiere | Web |
| ------------------ | ------------------------------------------ | ------ | ------------------ | --- |
| Sant'Agnese        | Sant'Agnese                                | Modena | Sant'Agnese        |     |
| Collegara          | Santa Maria Assunta                        | Modena | Collegara          |     |
| Collegarola        | San Nicola di Bari                         | Modena | Collegarola        |     |
| Colombara          | Sacra Famiglia di Nazareth                 | Modena | Colombara          |     |
| Punta              | Beata Vergine della Salute                 | Modena | Punta-Policlinico  |     |
| Madonna Pellegrina | Madonna Pellegrina                         | Modena | centro-sud         |     |
| Rotonda            | Santa Teresa del Bambin Gesù e Volto Santo | Modena | Rotonda            |     |
| San Benedetti      | San Benedetto                              | Modena | est                |     |
| San Donnino        | San Donnino Martire                        | Modena | San Donnino        |     |
| Spirito Santo      | Spirito Santo                              | Modena | sud                |     |

### Vicariato di San Faustino
| Parrocchia            | Patrono                                     | Comune | Frazione/Quartiere    | Web |
| --------------------- | ------------------------------------------- | ------ | --------------------- | --- |
| San Faustino          | Santi Faustino e Giovita                    | Modena | San Faustino          |     |
| B. V. Addolorata      | Santa Maria Addolorata                      | Modena | ovest                 |     |
| Cittanova             | San Pietro Apostolo                         | Modena | Cittanova di Modena   |     |
| Cognento              | Santi Nabore e Felice                       | Modena | Cognento              |     |
| Freto                 | Santissimo Salvatore                        | Modena | Freto                 |     |
| Madonnina             | Beata Vergine Mediatrice di tutte le Grazie | Modena | Madonnina             |     |
| Marzaglia Nuova       | Beata Vergine Assunta                       | Modena | Marzaglia Nuova       |     |
| Saliceta San Giuliano | San Giuliano                                | Modena | Saliceta San Giuliano |     |
| San Giovanni Bosco    | San Giovanni Bosco                          | Modena | Buon Pastore          |     |
| Santa Rita            | Santa Rita da Cascia                        | Modena | sud                   |     |
| Villaggio Giardino    | Gesù Redentore                              | Modena | Villaggio Giardino    |     |
| Villaggio Zeta        | San Paolo di Tarso                          | Modena | Villaggio Zeta        |     |

### Vicariato del Cimone
| Parrocchia         | Patrono                            | Comune      | Frazione/Quartiere     | Web |
| ------------------ | ---------------------------------- | ----------- | ---------------------- | --- |
| Pievepelago        | Santa Maria Assunta                | Pievepelago | centro                 |     |
| Acquaria           | Sant'Andrea Apostolo               | Montecreto  | Acquaria               |     |
| Canevare           | San Michele Arcangelo              | Fanano      | Canevare               |     |
| Casine             | Sant'Antonio di Padova             | Sestola     | Casine di Sant'Antonio |     |
| Castellaro         | Santa Maria Assunta                | Sestola     | Castellaro             |     |
| Castellino         | San Geminiano Vescovo              | Riolunato   | Castellino             |     |
| Castello           | San Martino Vescovo                | Riolunato   | Castello               |     |
| Fanano             | San Silvestro I Papa               | Fanano      | centro                 |     |
| Fellicarolo        | San Pietro Apostolo                | Fanano      | Fellicarolo            |     |
| Fiumalbo           | San Bartolomeo Apostolo            | Fiumalbo    | centro                 |     |
| Groppo             | San Pietro Apostolo                | Riolunato   | Groppo                 |     |
| Magrignana         | San Geminiano Vescovo              | Montecreto  | Magrignana             |     |
| Montecreto         | San Giovanni Battista              | Montecreto  | centro                 |     |
| Lotta              | Santa Margherita di Antiochia      | Fanano      | Lotta                  |     |
| Ospitale           | Giacomo il Maggiore                | Fanano      | Ospitale               |     |
| Riolunato          | San Giacomo il Maggiore Apostolo   | Riolunato   | centro                 |     |
| Roccapelago        | Conversione di San Paolo           | Pievepelago | Roccapelago            |     |
| Rocchetta Sandri   | San Giovanni Battista              | Sestola     | Rocchetta Sandri       |     |
| Roncoscaglia       | San Giovanni Battista              | Sestola     | Roncoscaglia           |     |
| Rotari             | Santi Pietro e Paolo               | Fiumalbo    | Rotari                 |     |
| Sant'Andrea Pelago | Sant'Andrea Apostolo               | Pievepelago | Sant'Andreapelago      |     |
| Sant'Anna Pelago   | Sant'Anna                          | Pievepelago | Sant'Annapelago        |     |
| Sestola            | San Nicolò Vescovo                 | Sestola     | centro                 |     |
| Serpiano           | San Lorenzo Martire                | Riolunato   | Serpiano               |     |
| Serrazzone         | Natività della Beata Vergine Maria | Fanano      | Serrazzone             |     |
| Tagliole           | Santa Maria Nascente               | Pievepelago | Tagliole               |     |
| Trentino           | San Lorenzo Martire                | Fanano      | Trentino               |     |
| Trignano           | San Pietro Apostolo                | Fanano      | Trignano               |     |
| Vesale             | San Giorgio Martire                | Sestola     | Vesale                 |     |

### Vicariato del Dragone
| Parrocchia    | Patrono                             | Comune       | Frazione/Quartiere | Web |
| ------------- | ----------------------------------- | ------------ | ------------------ | --- |
| Palagano      | San Giovanni Evangelista            | Palagano     | centro             |     |
| Boccassuolo   | Sant'Apollinare Vescovo e Martire   | Palagano     | Boccassuolo        |     |
| Cargedolo     | San Lorenzo Martire                 | Frassinoro   | Cargedolo          |     |
| Casola        | San Martino Vescovo                 | Montefiorino | Casola             |     |
| Costrignano   | Santa Margherita Vergine e Martire  | Palagano     | Costrignano        |     |
| Farneta       | San Tommaso Apostolo                | Montefiorino | Farneta            |     |
| Frassinoro    | Santa Maria Assunta                 | Frassinoro   | centro             |     |
| Gusciola      | San Leonardo                        | Montefiorino | Gusciola           |     |
| Lago          | San Michele Arcangelo               | Montefiorino | Lago               |     |
| Monchio       | Santa Maria Assunta                 | Palagano     | Monchio            |     |
| Montefiorino  | Beata Vergine di Loreto e Cristo Re | Montefiorino | centro             |     |
| Piandelagotti | Santa Maria Nascente                | Frassinoro   | Piandelagotti      |     |
| Riccovolto    | San Biagio                          | Frassinoro   | Riccovolto         |     |
| Rubbiano      | Santa Maria Assunta                 | Montefiorino | Rubbiano           |     |
| Sassatella    | San Michele Arcangelo               | Frassinoro   | Sassatella         |     |
| Savoniero     | San Geminiano                       | Palagano     | Savoniero          |     |
| Susano        | San Martino Vescovo                 | Palagano     | Susano             |     |
| Vitriola      | Sant'Andrea Apostolo                | Montefiorino | Vitriola           |     |

### Vicariato della Bassa
| Parrocchia               | Patrono                            | Comune                | Frazione/Quartiere       | Web |
| ------------------------ | ---------------------------------- | --------------------- | ------------------------ | --- |
| Finale Emilia            | Santi Filippo e Giacomo Apostoli   | Finale Emilia         | centro                   |     |
| Cadecoppi                | San Girolamo Dottore               | Camposanto            | Cadecoppi                |     |
| Camurana                 | San Luca Evangelista               | Medolla               | Camurana                 |     |
| Camposanto               | San Nicolò Vescovo                 | Camposanto            | centro                   |     |
| Cavezzo                  | Sant'Egidio Abate                  | Cavezzo               | centro                   |     |
| Disvetro                 | San Giovanni Battista              | Cavezzo               | Disvetro                 |     |
| Massa Finalese           | San Geminiano                      | Finale Emilia         | Massa Finalese           |     |
| Medolla                  | Santi Senesio e Teopompo           | Medolla               | centro                   |     |
| Motta sulla Secchia      | Santa Maria ad Nives               | Cavezzo               | Motta                    |     |
| Reno Finalese            | Visitazione di Maria Santissima    | Finale Emilia         | Reno Finalese            |     |
| Rivara                   | Natività della Beata Vergine Maria | San Felice sul Panaro | Rivara                   |     |
| San Biagio               | San Biagio                         | San Felice sul Panaro | San Biagio               |     |
| San Felice sul Panaro    | San Felice Vescovo e Martire       | San Felice sul Panaro | centro                   |     |
| San Lorenzo della Pioppa | San Lorenzo Martire                | San Prospero          | San Lorenzo della Pioppa |     |
| San Pietro in Elda       | San Pietro Apostolo                | San Prospero          | San Pietro in Elda       |     |
| San Prospero             | San Prospero Vescovo               | San Prospero          | centro                   |     |
| Staggia                  | Santo Nome di Maria                | San Prospero          | Staggia                  |     |
| Villafranca              | San Bartolomeo Apostolo            | Medolla               | Villafranca              |     |

### Vicariato di Campogalliano-Nonantola-Soliera
| Parrocchia         | Patrono                   | Comune        | Frazione/Quartiere | Web |
| ------------------ | ------------------------- | ------------- | ------------------ | --- |
| Nonantola          | San Michele Arcangelo     | Nonantola     | centro             |     |
| Campogalliano      | Sant'Orsola               | Campogalliano | centro             |     |
| Soliera            | San Giovanni Battista     | Soliera       | centro             |     |
| Bagazzano          | Santa Maria Assunta       | Nonantola     | Bagazzano          |     |
| Bastiglia          | Santa Maria Assunta       | Bastiglia     | centro             |     |
| Bomporto           | San Nicola di Bari        | Bomporto      | centro             |     |
| Ganaceto           | San Giorgio Martire       | Modena        | Ganaceto           |     |
| Lesignana          | Santa Maria Assunta       | Modena        | Lesignana          |     |
| Ravarino           | San Giovanni Battista     | Ravarino      | centro             |     |
| Redù               | Natività di Maria Vergine | Nonantola     | Redù               |     |
| Rubbiara           | San Pietro Apostolo       | Nonantola     | Rubbiara           |     |
| Saliceto Buzzalino | Santi Filippo e Giacomo   | Campogalliano | Saliceto Buzzalino |     |
| San Pancrazio      | San Pancrazio             | Modena        | San Pancrazio      |     |
| Solara             | San Michele Arcangelo     | Bomporto      | Solara             |     |
| Sorbara            | Sant'Agata                | Bomporto      | Sorbara            |     |
| Sozzigalli         | San Bartolomeo Apostolo   | Soliera       | Sozzigalli         |     |
| Stuffione          | Santa Maria delle Grazie  | Ravarino      | Stuffione          |     |
| Villanova Modenese | San Bartolomeo Apostolo   | Modena        | Villanova          |     |

### Vicariato della Pedemontana Est
| Parrocchia               | Patrono                      | Comune                 | Frazione/Quartiere | Web |
| ------------------------ | ---------------------------- | ---------------------- | ------------------ | --- |
| Vignola                  | Santi Nazario e Celso        | Vignola                | centro             |     |
| Brodano                  | San Giuseppe                 | Vignola                | Brodano            |     |
| Ca' di Sola              | Santa Maria di Lourdes       | Castelvetro di Modena  | Ca' di Sola        |     |
| Campiglio                | Santi Michele e Gabriele     | Vignola                | Campiglio          |     |
| Castelvetro              | Santi Senesio e Teopompo     | Castelvetro di Modena  | centro             |     |
| Festà                    | Natività di Maria Santissima | Marano sul Panaro      | Festà              |     |
| Formica                  | Santi Angeli Custodi         | Savignano sul Panaro   | Formica            |     |
| Levizzano Rangone        | Sant'Antonino                | Castelvetro di Modena  | Levizzano Rangone  |     |
| Marano sul Panaro        | San Lorenzo Martire          | Marano sul Panaro      | centro             |     |
| Mulino sul Panaro        | Sant'Antonio di Padova       | Savignano sul Panaro   | Mulino             |     |
| San Cesario sul Panaro   | San Cesario Martire          | San Cesario sul Panaro | centro             |     |
| San Vito di Spilamberto  | San Vito                     | Spilamberto            | San Vito           |     |
| Sant'Anna sul Panaro     | Sant'Anna                    | San Cesario sul Panaro | Sant'Anna          |     |
| Savignano sul Panaro     | Santa Maria Assunta          | Savignano sul Panaro   | centro             |     |
| Solignano                | San Giorgio Martire          | Castelvetro di Modena  | Solignano          |     |
| Spilamberto - S.Giovanni | San Giovanni Battista        | Spilamberto            | centro             |     |
| Spilamberto - S. Adriano | Sant'Adriano                 | Spilamberto            | centro             |     |
| Villa Bianca             | San Geminiano                | Marano sul Panaro      | Villa Bianca       |     |

### Vicariato della Pedemontana Ovest
| Parrocchia             | Patrono                            | Comune              | Frazione/Quartiere     | Web |
| ---------------------- | ---------------------------------- | ------------------- | ---------------------- | --- |
| Formigine              | San Bartolomeo Apostolo            | Formigine           | centro                 |     |
| Baggiovara             | San Giovanni Battista              | Modena              | Baggiovara             |     |
| Casinalbo              | Santa Maria Assunta                | Formigine           | Casinalbo              |     |
| Castelnuovo Rangone    | San Celestino Papa                 | Castelnuovo Rangone | centro                 |     |
| Colombaro              | San Giacomo il Maggiore            | Formigine           | Colombaro              |     |
| Corlo                  | San Martino Vescovo                | Formigine           | Corlo                  |     |
| Fogliano               | Santissimo Redentore               | Maranello           | Fogliano               |     |
| Fiorano Modenese       | San Giovanni Battista              | Fiorano Modenese    | centro                 |     |
| Magreta                | Natività di Maria Santissima       | Formigine           | Magreta                |     |
| Maranello              | San Biagio Vescovo e Martire       | Maranello           | centro                 |     |
| Montale Rangone        | San Michele Arcangelo              | Castelnuovo Rangone | Montale Rangone        |     |
| Nirano                 | San Lorenzo Martire                | Fiorano Modenese    | Nirano                 |     |
| Portile                | San Ruffino Vescovo                | Modena              | Portile                |     |
| Pozza                  | Santa Maria di Lourdes             | Maranello           | Pozza                  |     |
| San Martino di Mugnano | San Martino Vescovo                | Modena              | San Martino di Mugnano |     |
| San Venanzio           | San Venanzio Martire               | Maranello           | San Venanzio           |     |
| Santa Maria di Mugnano | Natività della Beata Vergine Maria | Modena              | Santa Maria di Mugnano |     |
| Spezzano               | San Giovanni Evangelista           | Fiorano Modenese    | Spezzano               |     |
| Torre Maina            | Santi Pietro e Paolo               | Maranello           | Torre Maina            |     |
| Ubersetto              | Santa Maria Goretti                | Fiorano Modenese    | Ubersetto              |     |

### Vicariato di Pavullo nel Frignano
| Parrocchia              | Patrono                            | Comune                 | Frazione/Quartiere | Web |
| ----------------------- | ---------------------------------- | ---------------------- | ------------------ | --- |
| Pavullo nel Frignano    | San Bartolomeo Apostolo            | Pavullo nel Frignano   | centro             |     |
| Barigazzo               | San Giorgio Martire                | Lama Mocogno           | Barigazzo          |     |
| Benedello               | Beata Vergine Assunta              | Pavullo nel Frignano   | Benedello          |     |
| Brandola                | Sant'Urbano Papa                   | Polinago               | Brandola           |     |
| Cadignano               | Sant'Andrea Apostolo               | Lama Mocogno           | Cadignano          |     |
| Camatta                 | Santa Maria Assunta                | Pavullo nel Frignano   | Camatta            |     |
| Camurana                | San Biagio Vescovo e Martire       | Pavullo nel Frignano   | Camurana           |     |
| Cassano                 | Santi Ippolito e Cassiano          | Polinago               | Cassano            |     |
| Castagneto              | San Lorenzo Martire                | Pavullo nel Frignano   | Castagneto         |     |
| Coscogno                | Sant'Apollinare Vescovo            | Pavullo nel Frignano   | Coscogno           |     |
| Crocette                | Santa Maria Assunta                | Pavullo nel Frignano   | Crocette           |     |
| Frassineti              | San Giorgio Martire                | Pavullo nel Frignano   | Frassineti         |     |
| Gaiato                  | Santi Pietro e Paolo               | Pavullo nel Frignano   | Gaiato             |     |
| Gombola                 | San Michele Arcangelo              | Polinago               | Gombola            |     |
| Iddiano                 | San Michele Arcangelo              | Pavullo nel Frignano   | Iddiano            |     |
| Lama Mocogno            | Beata Vergine del Carmine          | Lama Mocogno           | centro             |     |
| Miceno                  | San Giovanni Evangelista           | Pavullo nel Frignano   | Miceno             |     |
| Mocogno                 | San Giovanni Battista              | Lama Mocogno           | Mocogno            |     |
| Monteobizzo             | Santi Vincenzo e Anastasio         | Pavullo nel Frignano   | Monteobizzo        |     |
| Montebonello            | Natività della Beata Vergine Maria | Pavullo nel Frignano   | Montebonello       |     |
| Montecenere             | San Martino Vescovo                | Lama Mocogno           | Montecenere        |     |
| Montecuccolo            | San Lorenzo Martire                | Pavullo nel Frignano   | Montecuccolo       |     |
| Montorso                | Santa Margherita Vergine e Martire | Pavullo nel Frignano   | Montorso           |     |
| Monzone                 | San Giorgio Martire                | Pavullo nel Frignano   | Monzone            |     |
| Morano                  | San Pietro Apostolo                | Prignano sulla Secchia | Morano             |     |
| Niviano                 | Beata Vergine Assunta              | Pavullo nel Frignano   | Niviano            |     |
| Olina                   | Santi Pietro e Paolo               | Pavullo nel Frignano   | Olina              |     |
| Pianorso                | Santi Pietro e Paolo               | Lama Mocogno           | Pianorso           |     |
| Polinago                | Santa Maria Assunta                | Polinago               | centro             |     |
| Renno                   | Giovanni Battista                  | Pavullo nel Frignano   | Renno              |     |
| San Martino Vallata     | San Martino Vescovo                | Polinago               | San Martino        |     |
| Sant'Antonio di Pavullo | Sant'Antonio di Padova             | Pavullo nel Frignano   | Sant'Antonio       |     |
| Sasso Guidano           | Conversione di San Paolo           | Pavullo nel Frignano   | Sasso Guidano      |     |
| Sassostorno             | San Michele Arcangelo              | Lama Mocogno           | Sassostorno        |     |
| Vaglio                  | Sant'Apollinare                    | Lama Mocogno           | Vaglio             |     |
| Verica                  | San Geminiano                      | Pavullo nel Frignano   | Verica             |     |

### Vicariato di Serramazzoni
| Parrocchia        | Patrono                             | Comune                 | Frazione/Quartiere | Web |
| ----------------- | ----------------------------------- | ---------------------- | ------------------ | --- |
| Serramazzoni      | Beata Vergine del Rosario di Pompei | Serramazzoni           | centro             |     |
| Denzano           | Santa Maria Assunta                 | Marano sul Panaro      | Denzano            |     |
| Faeto             | Santi Filippo e Giacomo             | Serramazzoni           | Faeto              |     |
| Granarolo         | Sant'Urbano I Papa                  | Serramazzoni           | Granarolo          |     |
| Ligorzano         | Santi Ippolito e Cassiano           | Serramazzoni           | Ligorzano          |     |
| Montagnana        | Sant'Andrea Apostolo                | Serramazzoni           | Montagnana         |     |
| Montebaranzone    | San Michele Arcangelo               | Prignano sulla Secchia | Montebaranzone     |     |
| Monfestino        | Santi Faustino e Giovita            | Serramazzoni           | Monfestino         |     |
| Montegibbio       | San Pietro Apostolo                 | Sassuolo               | Montegibbio        |     |
| Ospitaletto       | Sant'Egidio                         | Marano sul Panaro      | Ospitaletto        |     |
| Pazzano           | Santi Giovanni e Paolo              | Serramazzoni           | Pazzano            |     |
| Pescarola         | San Carlo Borromeo                  | Prignano sulla Secchia | Pescarola          |     |
| Pompeano          | San Geminiano                       | Serramazzoni           | Pompeano           |     |
| Riccò             | San Lorenzo                         | Serramazzoni           | Riccò              |     |
| Rocca Santa Maria | Santa Maria Assunta                 | Serramazzoni           | Rocca Santa Maria  |     |
| San Dalmazio      | San Dalmazio                        | Serramazzoni           | San Dalmazio       |     |
| Sassomorello      | San Bartolomeo Apostolo             | Prignano sulla Secchia | Sassomorello       |     |
| Selva             | Natività della Beata Vergine Maria  | Serramazzoni           | Selva              |     |
| Valle             | San Michele Arcangelo               | Serramazzoni           | Valle              |     |
| Varana            | Santi Pietro e Paolo                | Serramazzoni           | Varana             |     |

### Vicariato di Zocca
| Parrocchia                | Patrono                          | Comune  | Frazione/Quartiere        | Web |
| ------------------------- | -------------------------------- | ------- | ------------------------- | --- |
| Zocca                     | Sacro Cuore di Gesù              | Zocca   | centro                    |     |
| Bertocchi                 | Sant'Antonio di Padova           | Montese | Bertocchi                 |     |
| Castellino delle Formiche | Santo Stefano Protomartire       | Guiglia | Castellino delle Formiche |     |
| Castelluccio Moscheda     | San Pancrazio                    | Montese | Castelluccio Moscheda     |     |
| Ciano                     | San Lorenzo Martire              | Zocca   | Ciano                     |     |
| Gainazzo                  | San Bartolomeo Apostolo          | Guiglia | Gainazzo                  |     |
| Guiglia                   | San Geminiano                    | Guiglia | centro                    |     |
| Iola                      | Santa Maria Maddalena            | Montese | Iola                      |     |
| Maserno                   | San Giovanni Battista            | Montese | Maserno                   |     |
| Missano                   | San Vitale Martire               | Zocca   | Missano                   |     |
| Montalbano                | Santa Maria Assunta              | Zocca   | Montalbano                |     |
| Montalto                  | San Giorgio Martire              | Montese | Montalto                  |     |
| Montecorone               | Santa Giustina Vergine e Martire | Zocca   | Montecorone               |     |
| Monteombraro              | Santissimo Salvatore             | Zocca   | Monteombraro              |     |
| Monteorsello              | Santa Maria Assunta              | Guiglia | Monteorsello              |     |
| Montese                   | San Lorenzo Martire              | Montese | centro                    |     |
| Montespecchio             | San Michele Arcangelo            | Montese | Montespecchio             |     |
| Montetortore              | San Geminiano                    | Zocca   | Montetortore              |     |
| Pieve di Trebbio          | San Giovanni Battista            | Guiglia | Pieve di Trebbio          |     |
| Rocca Malatina            | Santa Maria Assunta              | Guiglia | Rocca Malatina            |     |
| Rocchetta di Guiglia      | San Silvestro I Papa             | Guiglia | Rocchetta                 |     |
| Rosola                    | San Leonardo Confessore          | Zocca   | Rosola                    |     |
| Salto Santa Maria         | Beata Vergine Assunta            | Montese | Salto                     |     |
| Samone                    | San Nicola di Bari               | Guiglia | Samone                    |     |
| San Martino di Salto      | San Martino Vescovo              | Montese | San Martino di Salto      |     |
| San Giacomo Maggiore      | San Giacomo il Maggiore          | Montese | San Giacomo Maggiore      |     |
| Semelano                  | Santi Pietro e Paolo             | Montese | Semelano                  |     |